# Газонафтоносні ознаки
Газонафтоносні ознаки (рос. газонефтеносные признаки; англ. gas and oil shows (indications); нім. Erdgas- und Erdölanzeichen n) — ознаки, які характеризують перспективи нафтогазоносності регіонів і якісний склад покладів вуглеводнів. Розрізняють прямі й непрямі газонафтоносні ознаки наявності покладів нафти й газу, розвитку процесів їх міграції й газонафтоутворення.
До прямих газонафтоносних ознак належать газонафтопрояви всіх типів, аж до отримання промислових припливів нафти й газу і суцільного просочування гірських порід нафтою, а також грязеві вулкани; до непрямих газонафтоносних ознак належать підвищена кількість у пластових водах бензолу і толуолу, нафтенових кислот, йоду, брому, розчинених вуглеводневих газів (часом сірководню) і нерідко знижена кількість сульфатів. На поверхні Землі непрямими газонафтоносними ознаками є сіркопрояви й виходи підземних вод з відзначеними вище особливостями. Прямі газонафтоносні ознаки міграції нафти й газу — макро- і мікрогазонафтопрояви, в першу чергу приурочені до проникних горизонтів або зон тріщинуватості, як на поверхні й на дні водоймищ, так і в гірничих виробках (бурових свердловинах, шахтних стовбурах і штольнях).
Непрямі газонафтоносні ознаки процесів міграції — наявність у проникних породах і зонах вод із зазначеними вище характеристиками, зміна геохімічних обставин у мінеральних і органічних частинах порід і т. д. До прямих ознак газонафтоутворень у гірських породах відносять мікронафтопрояви й підвищений вміст вуглеводнів у газах, сорбованих породами, і в закритих порах, до непрямих — наявність нафтогазоматеринських порід на середніх стадіях катагенезу, результати аналізів розсіяної органічної речовини, які вказують на розвиток процесів газонафтоутворення.